# Leucanitis tincta
Leucanitis tincta là một loài bướm đêm trong họ Noctuidae.